# Dermestes pauper
Dermestes pauper là một loài bọ cánh cứng trong họ Dermestidae. Loài này được Heer miêu tả khoa học năm 1847.